# Augustin
För andra betydelser, se Augustin (olika betydelser).
Augustin, Augustine, Augustini  är ett förnamn och efternamn:

## Personer
- Augustine (artist) – Fredrik Gustafsson (född 1996), en svensk sångare och låtskrivare

### Personer med förnamnet

#### Kyrkligt
- Augustinus (354–430), biskop
- Augustinus av Canterbury (död 604), den förste ärkebiskopen av Canterbury
- David Augustin de Brueys (1640–1723) fransk författare och teolog
- Augustin Barruel (1741–1820) fransk jesuitmunk och författare
- Mar Augustine Kandathil (1874–1956), förste indiske ärkebiskopen och förste metropoliten av Tomaskristna
- Augustine Huy Viet Phan, Augustine Moi Van Nguyen, och Augustine Schoffler, tre av de vietnamesiska martyrerna

#### Militär
- Augustin Leijonsköld (1634–1682) svensk friherre och militär
- Augustin Ehrensvärd (1710–1772) fältmarskalk och konstnär
- Augustin Daniel Belliard (1769–1832) fransk greve och militär
- Armand Augustin Louis de Caulaincourt (1773–1827) fransk markis, militär, diplomat och hovman
- Augustin Bizimungu (född 1952) rwandisk general

#### Vetenskap
- Augustin Loo (1736–1772) svensk botaniker, Linné-lärjunge
- Charles-Augustin de Coulomb (1736–1806) fransk ingenjör och fysiker
- Augustin Pyrame de Candolle (1778–1841) schweizisk botaniker
- Augustin-Jean Fresnel (1788–1827) fransk fysiker
- Augustin Louis Cauchy (1789–1857) fransk matematiker
- Augustin Thierry (1795–1856) fransk historiker
- Augustin Smetana (1814–1851) tjeckisk filosof

#### Kultur
- Pierre Augustin Caron de Beaumarchais (1732–1799) fransk dramatiker
- Charles Augustin Sainte-Beuve (1804–1869) fransk senator, skald, litteraturkritiker och akademiledamot
- Augustin Kock, svensk konsertsångare
- Augustin Mannerheim (1915–2011) svensk friherre och lyriker
- Augustin Erba (f. 1968) svensk journalist

#### Idrott
- Augustine Kiprono Choge (född 1987) kenyansk löpare

#### Politik
- Lars Augustin Mannerheim (1749–1835) friherre, ämbetsman, politiker och Sveriges första justitieombudsman
- Augustine Lonergan (1874–1947) amerikansk kongressledamot
- Augustine Gbao (född 1948) upprorsledare i Sierra Leone

### Personer med efternamnet
- Dieter Augustin (1934–1989) tysk skådespelare
- D. J. Augustin (född 1987), amerikansk basketbollspelare
- Jacques Augustin (1759–1832), fransk miniatyrmålare
- Jerry Augustine (född 1952), amerikansk basketbollspelare
- Kathy Augustine (1956–2006), amerikansk politiker
- Liane Augustin (1928–1978) tysk sångerska och skådespelerska
- Magnus Augustini, biskop i Västerås 1353–1369
- Norman R. Augustine (född 1935), amerikansk ingenjör, statstjänsteman, företagsledare och professor
- Simon Augustini, albansk politiker